# Verordnung (EG) Nr. 110/2008 (Spirituosenverordnung)
Die umgangssprachlich EU-Spirituosenverordnung genannte Verordnung (EG) Nr. 110/2008definiere Herstellung, Zusammensetzung und Kennzeichnung von hochalkoholischen Getränken für den gemeinsamen Binnenmarkt. Sie schützt außerdem die Bezeichnung vieler Spirituosen mit (oder ohne) geographischen Herkunftsangaben.
Die Verordnung definierte dazu in ihrem Anhang II folgende 46 Kategorien, die sich jeweils in mindestens einer Eigenschaft wie erlaubter und geforderter Herstellungsprozesse, Zutaten, Geschmacks- und Farbstoffe, Alkohol- oder Zuckergehalt unterscheiden:
1. Rum
2. Whisky/Whiskey
3. Getreidespirituose
4. Branntwein
5. Brandy/Weinbrand
6. Trester(brand) (z. B. Grappa)
7. Brand aus Obsttrester
8. Korinthenbrand (Raisin Brandy)
9. Obstbrand
10. Brand aus Apfel- oder Birnenwein
11. Honigbrand
12. Hefebrand (Brand aus Trub)
13. Bierbrand (Eau de vie de bière)
14. Topinambur (Brand aus Jerusalem-Artischocke)
15. Wodka
16. Frucht-brand
17. Geist
18. Enzian
19. Spirituosen mit Wacholder
20. Gin
21. Destillierter Gin
22. London Gin
23. Kümmel (Spirituose mit Kümmel)
24. Aquavit
25. Spirituosen mit Anis
26. Pastis
27. Pastis de Marseille
28. Anis
29. Destillierter Anis
30. Spirituosen mit bitterem Geschmack oder Bitter (auch „Amer“)
31. Aromatisierter Wodka
32. Likör
33. Frucht-creme
34. Crème de Cassis
35. Guignolet
36. Punch au rhum
37. Sloe Gin, seit 2015[1] zudem Kategorie Nr. 37a mit Schlehen aromatisierte Spirituose oder Pacharán,
38. Sambuca
39. Maraschino
40. Nocino
41. Eierlikör (Advokat)
42. Likör mit Eizusatz
43. Mistrà
44. Spritglögg
45. Beerenburg
46. Honig-/Metnektar

Außerdem erwähnt wurden Rum-Verschnitt und Slivovice.
Mit Wirkung zum Mai 2021 wurde diese Liste neu gefasst zu 44 Kategorien, womit wurde
- Kat. 37a zu Kat. 32 und

neu geordnet wurden die Kategorien
- 33. Likör einschließlich „Liqueur“, „Guignolet“ „Češnjevec“, „Ginja“, „Ginjinha“ oder „Višnjevec“ sowie „Punch au rhum“ (vorher Nr. 36), sofern die Bezeichnung nicht in den folgenden Kategorien und mit Likör kombinierten Bezeichnungen definiert werden,
- 34. -creme (ergänzt durch den Namen einer verwendeten Frucht oder sonstiger verwendeter Ausgangsstoffe  oder mit der Bezeichnung Likör), dabei „Crème de cassis“ (vorher allein Nr. 34),
- 35. Sloe Gin
- 36. Sambuca
- 37. Maraschino, Marrasquino oder Maraskino
- 38. Nocino oder Orehovec
- 39. Eierlikör, Advocaat, Avocat oder Advokat
- 40. Likör mit Eizusatz
- 41. Mistrà
- 42. Väkevä glögi oder Spritglögg
- 43. Berenburg oder Beerenburg
- 44. Honignektar oder Metnektar, während Nr. 1–31 weitgehend gleich blieben.

Der über Anh. III der vorigen Verordnung geregelte Schutz von Herkunftsbezeichnungen blieb bis mindestens 13. Mai 2024 wirksam, also bis zum Inkrafttreten der Verordnung (EU) 2024/1143 des Europäischen Parlaments und des Rates vom 11. April 2024 über geografische Angaben für Wein, Spirituosen und landwirtschaftliche Erzeugnisse und über garantiert traditionelle Spezialitäten und fakultative Qualitätsangaben für landwirtschaftliche Erzeugnisse sowie zur Änderung der Verordnungen (EU) Nr. 1308/2013, (EU) 2019/787 und (EU) 2019/1753 und zur Aufhebung der Verordnung (EU) Nr. 1151/2012.